# Ayami Shunka
Ayami Shunka (あやみ 旬果 (Thái-Mĩ Tuần-Quả) 1 tháng 12 năm 1993 –) là một nhạc sĩ, nhà soạn nhạc, tarento và cựu nữ diễn viên khiêu dâm người Nhật Bản. Cô sinh ra tại Takaoka, Toyama.